# 購買担当者景気指数
購買担当者景気指数（こうばいたんとうしゃけいきしすう、英: Purchasing Managers' Index, PMI）とは、企業の購買担当者に景況感などのアンケート調査を行い、改善・横ばい・悪化の3択で、%を単位として、(改善の割合 - 悪化の割合)÷2+50で数値化したもの。50を超えたら改善と答えた人が悪化の人よりも多かったことを意味する。0以上100以下の数値になる。

## 調査
S&P グローバルが、米国・日本・中国など様々な国の PMI を毎月発表している。製造業・サービス業に分けているほか、生産高・雇用・受注残など様々な項目で調査している。日本の分はauじぶん銀行と提携していて、日本語と英語で発表している。中国は財新（Caixin）と提携している。元々はIHSマークイット（IHS Markit）が発表していたが、S&P グローバルが2022年2月28日にIHSマークイットを買収した。
その他、個別地域で以下のような調査がある。

### 米国
- ISM PMI は Institute for Supply Management (サプライマネジメント協会、供給管理協会、ISM) が1948年より発表している製造業やサービス業などの PMI [5]。ISM 側は PMI と呼んでいるが、日本の報道機関はISM製造業景気指数（景況指数）とISM非製造業景気指数と呼んでいる[6][7]。
- ISM-Chicago が Market News International Inc. の MNI Indicators と共に Chicago Business Barometer と呼んでいるシカゴ地域の PMI と類似した物を1946年より発表している[8]。日本の報道機関はこれをシカゴ購買部協会景気指数やシカゴPMIと呼んでいる[9]。

元々 ISM は National Association of Purchasing Management（購買部協会、NAPM）という名称だったが、2002年1月1日より Institute for Supply Management (ISM) に改名した。しかしながら、日本の報道機関は現在でも ISM-Chicago をシカゴ購買部協会と呼び続けていて、古い呼び方を続けている。現在では S&P グローバルの調査が充実しているため、どの PMI か指定しなかったら、S&P グローバルを指す事が多いが、歴史は ISM の方が古く、National Association of Purchasing Management が発表する Purchasing Managers' Index だった。

### 日本
- 日本銀行が全国企業短期経済観測調査（日銀短観）にて、購買担当者というわけではないが、同様の物を出している。こちらは、D.I. = 改善の割合 - 悪化の割合 で数値化している。[11]

### 中国
- 中国国家統計局が PMI を発表している。[12]
- 中国物流購買連合会が CFLP PMI を発表している。[13]

## 計算式
PMI の定義は以下の通り。
PMI = p1 + p2 ÷ 2
ただし、アンケート項目は以下の通り。
- p1 = 改善(up)の割合(%)
- p2 = 横ばい(same)の割合(%)
- p3 = 悪化(down)の割合(%)

p1 + p2 + p3 = 100 より、以下が成立する。
PMI = (p1 - p3) ÷ 2 + 50
なお D.I. = p1 - p3 である。

## 参照
1. ↑  PMI｜証券用語解説集｜野村證券
2. ↑  PMI, Purchasing Managers’ Index – Manufacturing, Services - S&P Global
3. ↑  auじぶん銀行日本PMI | auじぶん銀行
4. ↑  S&P Global Completes Merger with IHS Markit, Creating a Global Leader to Power the Markets of the Future - S&P Global
5. ↑  ISM Report On Business
6. ↑  ISM製造業景況感指数｜証券用語解説集｜野村證券
7. ↑  ISM非製造業景況感指数｜証券用語解説集｜野村證券
8. ↑  Chicago Business Barometer™ & Research
9. ↑  4月のシカゴPMI、6.5ポイント低下　「受注」が大幅悪化: 日本経済新聞
10. ↑  NAPM Set to Become ISM | Supply and Demand Chain Executive
11. ↑  短観 : 日本銀行 Bank of Japan
12. ↑  PMI - 国家统计局>>高级检索
13. ↑  CFLP PMI_CFLP English_China Federation of Logistics & Purchasing
14. ↑  An introduction to the PMI surveys - IHS Markit
15. ↑  短観で使われている「D.I.」とは何ですか？ : 日本銀行 Bank of Japan